# Villeroy (Seine-et-Marne)
Villeroy ist eine französische Gemeinde mit 692 Einwohnern (Stand 1. Januar 2022) im Département Seine-et-Marne in der Region Île-de-France.

## Geographie
Der Ort befindet sich acht Kilometer westlich von Meaux an der Landstraße D129.
Zur Gemeinde gehört der Weiler La Trace.

## Sehenswürdigkeiten
- Kirche Saint-Pierre-Saint-Denis, erbaut ab dem 12. Jahrhundert
- Musée 14–18 zur Erinnerung an die Kämpfe in Villeroy während des Ersten Weltkriegs

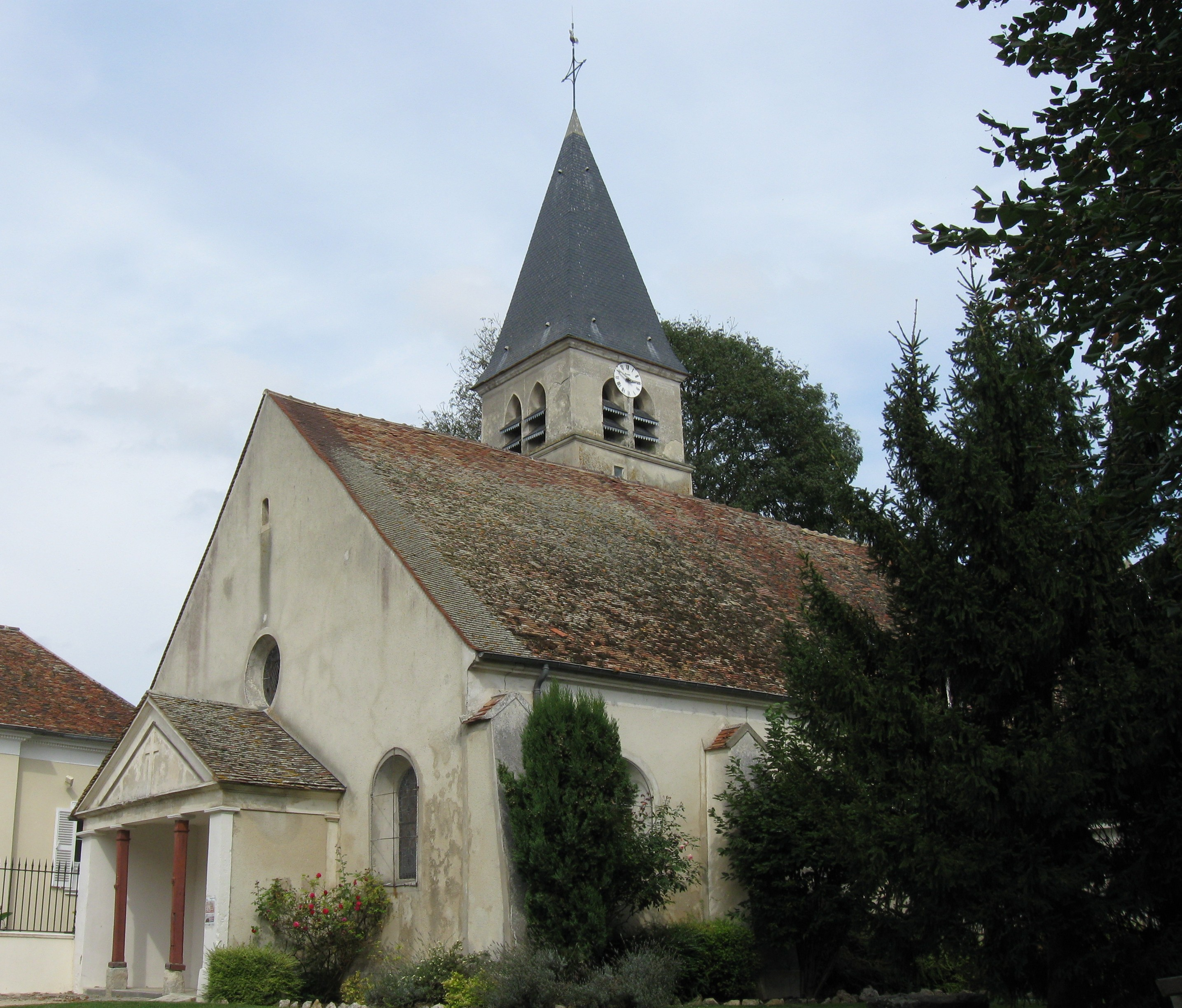
Kirche Saint-Pierre-Saint-Denis